# Болонья (аеропорт)
Аеропорт Болоньї імені Гульєльмо Марконі (італ. Aeroporto di Bologna-Guglielmo Marconi) (IATA: BLQ, ICAO: LIPE) — міжнародний аеропорт розташований за 6 км NW від Болоньї, Італія.
Аеропорт є хабом для:
- Ryanair

## Термінал
Аеропорт має один термінал, який було розширено у 2011—2013 роках. На 2018 рік термінал має загальну площу 36 100 м², з яких 5500 м² є торговельними площами. Було впроваджено нову систему обробки багажу, на 2018 рік існують 24 гейти, з яких п'ять — пірси з двома телетрапами.

## Авіалінії та напрямки, лютий 2020
| Авіакомпанія                   | Пункт призначення |
| ------------------------------ | --- |
| Aegean Airlines                | Афіни |
| Aer Lingus                     | Сезонний: Дублін |
| Aeroflot                       | Москва-Шереметьєво |
| Air Albania                    | Тирана |
| Air Arabia Maroc               | Касабланка |
| Air Cairo                      | Шарм-ель-Шейх |
| Air Dolomiti                   | Мюнхен |
| Air France                     | Париж-Шарль де Голль |
| Air Italy                      | Ольбія |
| Air Moldova                    | Кишинів |
| Air Serbia                     | Ніш |
| Alitalia                       | Катанія, Рим-Ф'юмічіно Сезонний: Ольбія |
| Austrian Airlines              | Відень |
| Blu-express                    | Тирана Сезонний: Корфу, Іракліон (з 7 червня 2020), , Кефалонія, Карпатос, Кос, Лампедуза, Міконос, Превеза, Родос, Самос, Санторіні, Скіатос, Закінф |
| Blue Air                       | Бакеу, Бухарест |
| British Airways                | Лондон-Хітроу |
| Brussels Airlines              | Брюссель |
| Czech Airlines                 | Прага |
| easyJet                        | Лондон-Гатвік |
| Emirates                       | Дубай |
| Eurowings                      | Кельн/Бонн, Дюссельдорф |
| Finnair                        | Сезонний: Гельсінкі |
| Georgian Airways               | Тбілісі |
| HOP!                           | Ліон |
| Iberia Regional                | Мадрид |
| Jonika Airlines                | Київ-Жуляни (з 24 квітня 2020) |
| KLM                            | Амстердам |
| Laudamotion                    | Відень Сезонний: Штутгарт |
| Lufthansa                      | Франкфурт |
| Neos                           | Боа-Вішта, Фуертевентура, Гран-Канарія, Марса-Алам, Сал, Шарм-ель-Шейх, Тенерифе-Південний Сезонний: Іракліон, Ібіца, Карпатос, Кос, Мерса-Матрух, Менорка, Міконос, Родос, Занзібар |
| Pegasus Airlines               | Стамбул-Сабіха Гекчен |
| Royal Air Maroc                | Касабланка |
| Ryanair                        | Альгеро, Аліканте, Амман, Афіни, Барселона, Барі, Париж-Бове, Берлін-Шенефельд, Бордо, Братислава, Бріндізі, Бухарест, Кальярі, Катанія, Брюссель-Шарлеруа, Кельн/Бонн, Копенгаген, Кротоне, Единбург, Ейндговен, Фуертевентура, Катовиці, Каунас, Краків, Ламеція-Терме, Лансароте, Лісабон, Лондон-Лутон Лондон-Станстед, Мадрид, Мальта, Манчестер, Марсель, Палермо, Подгориця, Порту, Прага, Севілья, Сантандер, Тель-Авів, Тенерифе-Південний, Салоніки, Валенсія, Варшава-Модлін, Вроцлав Сезонний: Бристоль, Ханья, Корфу, Дублін, Гран-Канарія, Іракліон, Ібіца, Малага, Міконос, Пальма-де-Мальорка, Родос, Закінф (з 1 червня 2020) |
| Scandinavian Airlines          | Копенгаген Сезонний: Стокгольм-Арланда |
| SkyUp                          | Київ-Бориспіль (з 29 березня 2020) |
| TAP Air Portugal               | Лісабон |
| Transavia                      | Ейндговен |
| TUI fly Belgium                | Марракеш Сезонний: Касабланка |
| Tunisair                       | Туніс |
| Turkish Airlines               | Стамбул-Аеропорт |
| Ukraine International Airlines | Львів |
| Ural Airlines                  | Сезонний чартер: Казань, Краснодар, Москва-Домодєдово, Ростов-на-Дону, Самара, Єкатеринбург |
| Vueling                        | Барселона |
| Wizz Air                       | Бухарест, Будапешт, Кишинів, Клуж-Напока, Крайова, Яси, Краків (з 1 серпня 2020), Кутаїсі, Софія, Сучава, Тімішоара, Тирана (з 1 травня 2020), Варшава-Шопен (з 2 червня 2020) Сезонний: Катовиці |

## Статистика
| Рік  | Пасажирообіг | Зміна %  | Авіатрафік | Зміна %  | Вантажообіг (тонн) | Зміна %  |
| ---- | ------------ | -------- | ---------- | -------- | ------------------ | -------- |
| 2000 | 3 524 789    | ▲ 6,1%   | 61 909     | ▲ 2,0%   | 25 034             | ▲ 2,3%   |
| 2001 | 3 440 051    | ▼ −2,2%  | 56 746     | ▼ −0,8%  | 26 197             | ▲ 4,7%   |
| 2002 | 3 414 475    | ▼ −0,7%  | 54 956     | ▼ −3,2%  | 24 959             | ▼ −4,7%  |
| 2003 | 3 562 010    | ▲ 4,3%   | 56 738     | ▲ 3,2%   | 28 211             | ▲ 13,0%  |
| 2004 | 2 908 271    | ▼ −18,4% | 44 804     | ▼ −21,0% | 21 106             | ▼ −25,2% |
| 2005 | 3 690 953    | ▲ 26,9%  | 54 157     | ▲ 20,9%  | 25 469             | ▲ 20,7%  |
| 2006 | 4 001 436    | ▲ 8,4%   | 63 585     | ▲ 17,4%  | 32 465             | ▲ 27,5%  |
| 2007 | 4 361 951    | ▲ 9,0%   | 66 698     | ▲ 4,9%   | 18 700             | ▼ −42,4% |
| 2008 | 4 225 446    | ▼ −3,1%  | 62 042     | ▼ −7,0%  | 26 497             | ▲ 41,7%  |
| 2009 | 4 782 284    | ▲ 13,2%  | 64 925     | ▲ 4,7%   | 27 329             | ▲ 3,1%   |
| 2010 | 5 511 669    | ▲ 15,3%  | 70 269     | ▲ 8,2%   | 37 800             | ▲ 38,3%  |
| 2011 | 5 885 884    | ▲ 6,8%   | 69 153     | ▼ −1,6%  | 43 788             | ▲ 15,8%  |
| 2012 | 5 958 648    | ▲ 1,2%   | 67 529     | ▼ −2,4%  | 40 645             | ▼ −7,2%  |
| 2013 | 6 193 783    | ▲ 4,0%   | 65 392     | ▼ −3,2%  | 44 150             | ▲ 8,6%   |
| 2014 | 6 580 481    | ▲ 6,24%  | 65 058     | ▼ −0,51% | 41 789             | ▼ −5,35% |
| 2015 | 6 889 742    | ▲ 4,7%   | 64 571     | ▼ −0,7%  | 40 999             | ▼ −1,9%  |
| 2016 | 7 680 992    | ▲ 11,5%  | 69 697     | ▲ 7,9%   | 47 709             | ▲ 16,4%  |
| 2017 | 8 198 156    | ▲ 6,7%   | 71 878     | ▲ 3,1%   | 56 132             | ▲ 11,8%  |
| 2018 | 8 506 658    | ▲ 3,8%   | 71 503     | ▼ 0,2%   | 52 681             | ▼ 6,1%   |

## Наземний транспорт

### Автомобільний
Автостради:
- A1 з Мілана*
- A13 з Падови
- A14 з Анкони[9]

### Автобуси
Трансферний шаттл-бас BLQ, курсуючий від центрального вокзалу Болоньї до терміналу. Час в дорозі — максимум 20 хвилин.
Автобус BLQ вирушає що 30 хвилин з 5:00 до 23:35. Квиток коштує 6 EUR і його можна придбати в самому автобусі.